# 竹原井頓宮
竹原井頓宮（たけはらいとんぐう / たけはらいのかりみや）は、奈良時代の行宮あるいは離宮の1つ。竹原井離宮・竹原井行宮とも呼ばれる。

## 概要
竹原井は、大和国から竜田山を越えた河内国側の景勝地であり、『万葉集』には「上宮聖徳皇子、竹原井に出遊（い）でます時に、竜田山の死人を見て悲傷（かなし）びて作らす歌一首」として、以下の歌が収録されている。
竹原井頓宮は、難波宮や珍努宮への往還の際の宿泊所として用いられており、『続日本紀』には、以下のような記述がある。
1. 霊亀3年2月…元正天皇、難波宮より和泉宮へ行き、その帰路に立ち寄る[2]
2. 天平6年3月…聖武天皇、難波宮より出発して宿泊する[3]
3. 天平16年10月…元正太上天皇、珍努宮と両方に立ち寄る[4]
4. 宝亀2年2月…光仁天皇、交野、難波宮に行幸し、竜田道を取って、帰りに到達する。その際に節幡の竿が自然に折れたという[5]

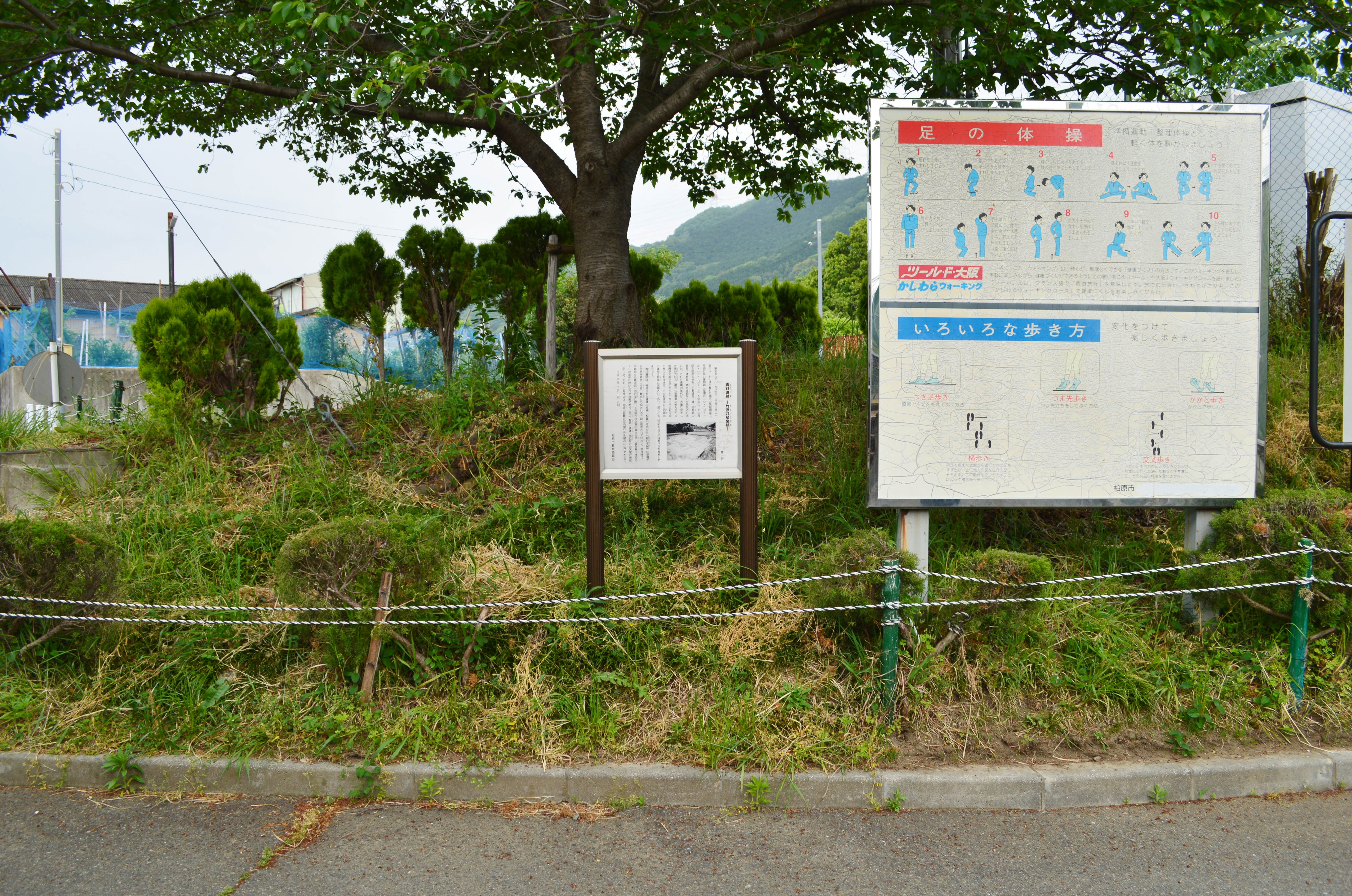
青谷遺跡（大阪府柏原市）

大阪府柏原市大字青谷の遺構が竹原井頓宮の跡に比定されており、そこは竜田道に沿い、大和川が南に湾曲する突出部になる景勝地で、大和川を隔てた南の明神山地の中腹に河内国分寺の塔の跡がある。遺構は南西の尾根を削って造成されたと推測され、回廊の北には築地塀が築かれ、平城京や難波宮・河内国分寺出土のものと同じ種類の瓦が出土しており、外側には掘立柱の建物があったと推定されている。このほか、塼（せん）を側壁とする溝を巡らし、凝灰岩の切石で作られた、東西21メートル、南北12メートルの壇上積基壇が発掘されている。

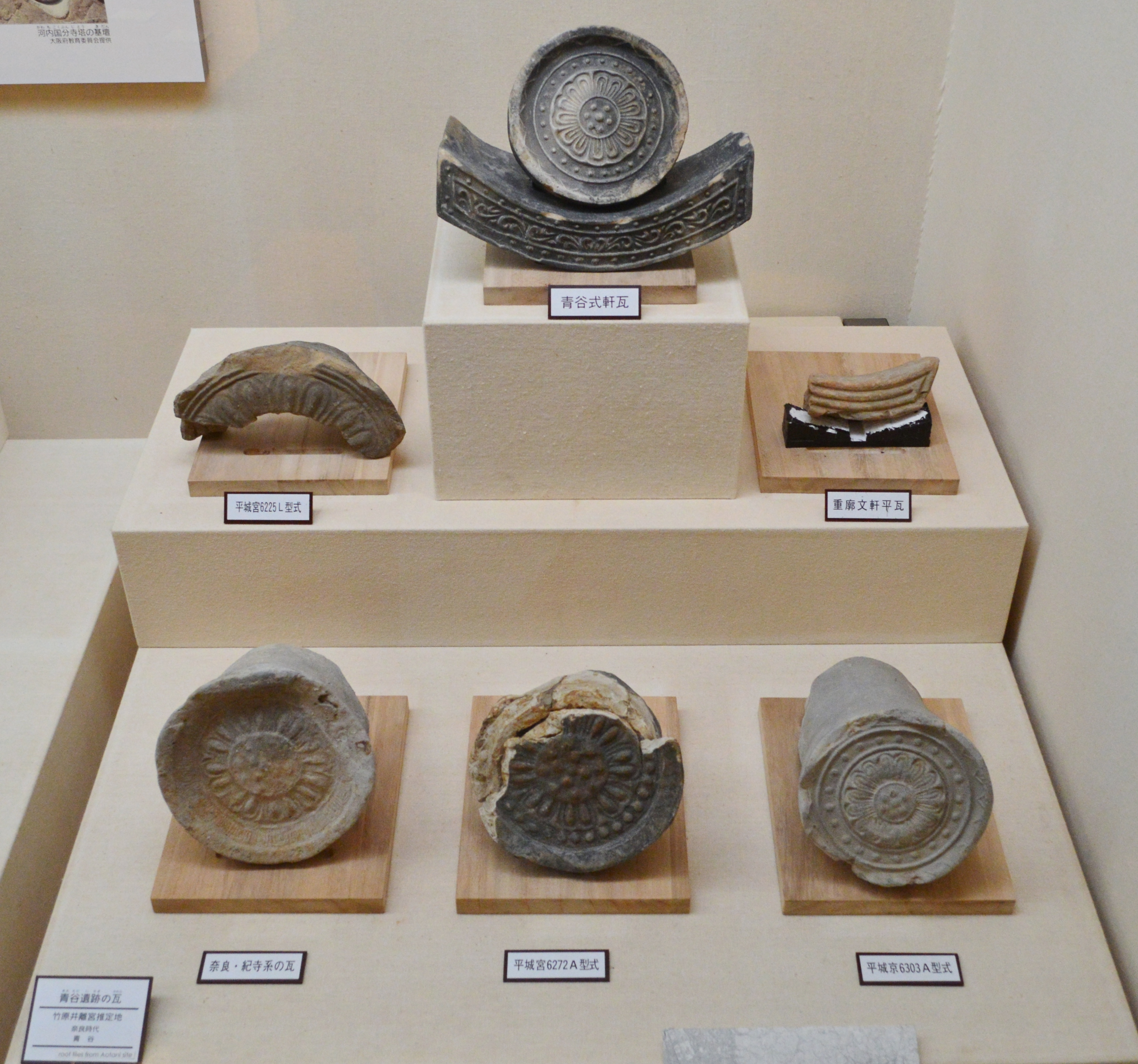
青谷遺跡出土瓦 柏原市立歴史資料館展示。